# Elaphoglossum sporadolepis
Elaphoglossum sporadolepis là một loài thực vật có mạch trong họ Lomariopsidaceae. Loài này được (Kunze ex Kuhn) T. Moore mô tả khoa học đầu tiên năm 1862.